# Trikorfo
Trikorfo  (in greco Τρίκορφο?) è una ex comunità della Grecia nella periferia del Peloponneso di 1 037 abitanti secondo i dati del censimento 2001.
È stata soppressa a seguito della riforma amministrativa detta Programma Callicrate in vigore dal gennaio 2011 ed è ora compresa nel comune di Messene.

## Località
Trikorfo è divisa nelle seguenti comunità:
- Trikorfo
- Mavros Logkos
- Chilia Spitia
- Draina Klima
- Koromilea
- Palaiokastro
- Kinigos